# Marcus Valerius Maximianus
Marcus Valerius Maximianus (2. století? Poetovio, Panonie - ?) byl římský generál v období markomanských válek za vlády císaře Marca Aurelia.

## Život
Narodil se v římské osadě Poetovio, kde jeho otec, který se rovněž jmenoval Marcus Valerius Maximianus, pracoval jako římský cenzor a kněz. Ve svém rodném městě později zastával úřad pontifika.
Byl odměněn za služby v parthské válce vedené Luciem Verem, následně mu Marcus Aurelius dal za povinnost vybavit a zásobovat římské legie na řece Hister (Dunaj), kde „čistili“ Panonii od barbarů. K plnění těchto úkolů měl k dispozici vexilace misenské, ravennské a britské flotily a maurské a africké jízdní jednotky.
Během aktivní služby v kavalérii zabil holýma rukama germánského náčelníka kmene Naristů nazývaného jménem Valao, za což mu bylo veřejně vysloveno uznání samotným císařem, který mu daroval náčelníkova koně, zbraně a ozdoby. V roce 175 byly boje na Dunaji přerušeny kvůli povstání Avida Cassia v Sýrii. Marcus Valerius Maximianus byl jmenován velitelem jízdních oddílů sestavených z podmaněných Markomanů, Naristů a Kvádů na výpravě do Sýrie, kde měl toto povstání potlačit. K bojům nakonec nedošlo, protože Avidius Cassius byl zavražděn. Poté byl Marcus Valerius Maximianus jmenován prokurátorem Moesie Inferior a současně byl pověřen vyhnáním barbarů z hranic Makedonie a Thrákie.
Zdá se, že požíval důvěru císaře Marca Aurelia pro úspěšné působení ve funkci prokurátora Moesie Superior a Dácie, následně byl zvolen do Senátu s titulem Praetor. Jako legát velel nejprve Legii I Adiutricis, poté Legii II Adiutricis, Legii V Makedonské, Legii XIII Gemina a Legii III Augusta. Velel jednotkám v tažení proti barbarům, které přezimovaly na přelomu let 179/180 u osady Laugaricio (dnešní Trenčín). Později byl císařem Commodem oceněn za služby v sarmatské válce. Poté byl místodržitelem Numidie. Byl dočasným konzulem kolem roku 186. Jeho rok úmrtí není znám.
Žádný starověký historik Marca Valeria Maximiana ve svém díle nezmiňuje, ačkoli byl významnou vojenskou postavou. Jeho život a zejména kariérní postup je znám z nálezu oslavného nápisu, pocházejícího z jeho čestné sochy, kterou mu na počátku 80. let 2. století jako proprétorovi africké provincie nechala postavit městská rada v Diane Veteranorum v Numídii a rovněž z nápisu na trenčínské hradní skále.